# Maréla
Maréla es una localidad de la prefectura de Faranah en la región de Faranah, Guinea, con una población censada en marzo de 2014 de 32 646 habitantes.
Se encuentra ubicada en el centro del país, cerca de la frontera con Sierra Leona y al norte de la capital nacional, Conakri.